# Городоцький шов

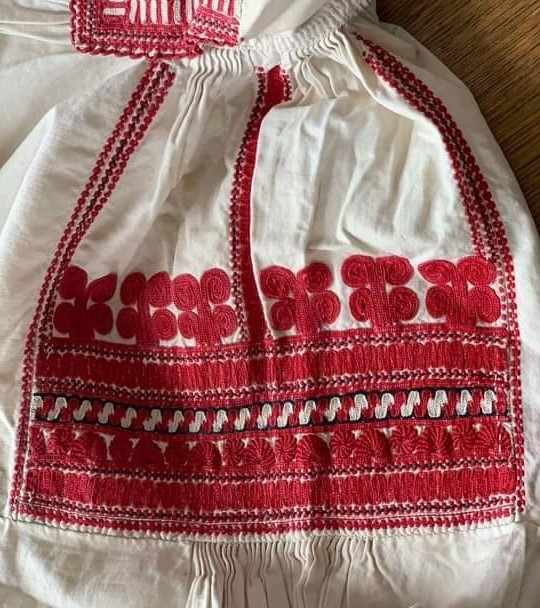
Зразок вишивки

Городоцький шов (городоцький стіб) — техніка вишивання, що поширена на Городоччині, що на Галичині у кінці ХІХ — початку ХХ ст.
У липні 2024 року цю техніку вишивання внесли до переліку нематеріальної культурної спадщини України. Побутував тільки в селах Городоцького району Львівської області (м. Городок та села Черляни, Керниця, Добряни, Жовтачі, Вовчухи, с.Бартатів). Більше ніде не зустрічається[джерело?].
Перша згадка про промисли, які були в Городоцькому районі є в праці польського краєзнавця Фалькевича за 1986 рік, який зазначав, що жінки оздоблювали свій одяг вишивкою, без детального опису.
Традиція цієї техніки була втрачена через витіснення техніки простішими техніками вишивки хрестиком та гладі. Донедавна втрачений городоцький шов зараз переживає своє відновлення при Городоцькому музеї діє гурток, де можна опанувати техніку. Відродження відбулось також, завдяки науковцям та викладачам Львівського державного коледжу імені Івана Труша, які також продовжують цю традицію приїжджають у громаду для майстер-класів.

На думку мистецтвознавиці Тетяни Куцир, однією з причин занепаду городоцького шва була значна складність: 
«Для виконання „городоцького шва“ потрібно значно більше часу, аніж для хрестика чи гладі. Ці дві техніки практично повністю витіснили традиційний для Городоцького району декор у першій половині ХХ ст., коли в моду увійшли різноманітні геометричні та рослинні візерунки, якими оздоблювали уставки та рукави жіночих сорочок».
У 1950-х роках мистецтвознавиця Софія Чехович їздила в етнографічну експедицію у Городок і не зафіксувала живої традиції вишивки цією технікою. Проте, після експедиції фонд Музею етнографії та художнього промислу, поповнився давнішими зразками оздобленими цим стібом, які вдалось отримати.
Артефакти, оздоблені «городоцьким швом» є у колекціях Городоцького історико-краєзнавчого музею, Музею етнографії та художнього промислу Інституту народознавства НАН України, Національного музею у Львові імені Андрея Шептицького, Львівського історичного музею.

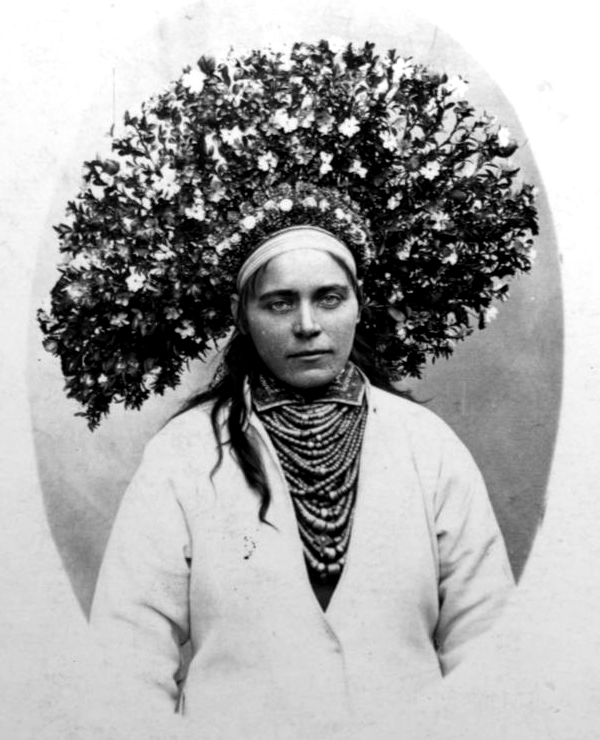
Дівчина у весільному вбранні з Городка

Городоцький шов зберігся також у колекції та на акварелях художниці Олени Кульчицької, зокрема у праці «Народний одяг західних областей УРСР» (1959, понад 100 малюнків).

### Головні складники Городоцького шва
- «ланцюг» (горизонтальна лінія);
- «вужик» (або як його потім називали — «кривулька»), який є як однотонним білим або червоним, так і — з чергуванням червоного та білого. Крім того, могли додавати чорний колір;
- обов'язковими є «місяцики» або «півмісяцики»;
- у верхній частині композицію можуть завершувати своєрідні «пальметки», але вони зустрічаються не в кожному зразку.

Символи з Городоцького шва означають життя на землі. Городоцький шов є архаїчним.
Класичними кольорами, притаманними городоцькому шву, є білий, червоний, синій (індиго) та трохи чорний. Зустрічалась кольорова гама і чорна, з вкрапленнями сірого та бежевого (замість білого) кольорів. Такі сорочки носили удовиці. Вишивали переважно на домотканому полотні та перкалі.

## Додатково
- Відео майстер-клас з опанування техніки
- Акварелі із замальовками Городоцького шва авторства О. Кульчицької
- Сорочка жіноча з колекції НЦНК Музей І. Гончара